# 世界雪豹キックボクシング連盟
世界雪豹キックボクシング連盟（World Bars Kickboxing Federation / WBKF）はロシアに本部を持つキックボクシングの王座認定団体。「Bar(s)」（Барс）とはロシア語で雪豹を意味する単語である。団体のロゴマークにも雪豹を示す図柄が使われている。ロシア語では「Всемирная федерация кикбоксинга Барс」と表記する。
元々日本との関わりはなかったが、大誠塾を主催する大成敦がWBKF日本支部長になったことで、日本でもWBKFのタイトルマッチが開催されるようになった。ただWBKFの公式サイトに記載されている階級や王座について、日本で行われているものと異なっている点がある。

## 歴史
2000年4月20日に初の興行を開催。2002年9月20日に現在のWBKFに組織名称を変え、国際組織に変更される。

### 日本
2011年4月29日に開催されたJ-NETWORKの興行「TIME to CHANGE the KICK by J-SPIRIT 2nd」において、WBKF世界スーパーウェルター級王者決定戦が行われた。同団体のスーパーウェルター級王者だった牧野智昭がアスガル・ギベチ（イラン）と対戦し、5R判定で勝利し日本人初のWBKF世界王者となる。
2012年8月12日に大誠塾を主催する大成敦が「Carnivorous」という興行を開催。この中でWBKFの世界タイトルマッチが3試合、アジア王者決定戦が1試合、日本王者決定戦が1試合行われた。この時点で世界ランキングだけでなく日本ランキングや韓国ランキングも存在している。

## ルール
- 試合時間は3分5R
- 後頭部への攻撃禁止
- 頭突き禁止
- 肘なし
- 膝なし

## 階級
全11階級。階級毎に名称が付けられているわけではないが、日本で行われたタイトルマッチではスーパーウェルター級、ライト級というように階級名称がつけられている。
| 体重 （キログラム/kg） |
| ---------------------- |
| 93.0kg以上             |
| 93.0kg                 |
| 86.0kg                 |
| 81.0kg                 |
| 76.0kg                 |
| 71.0kg                 |
| 67.0kg                 |
| 60.0kg                 |
| 57.0kg                 |
| 54.0kg                 |

## 王座
王座は上から順に、「世界」・「ユーラシア」・「ヨーロッパ」がある。公式サイトには記載されていないが、日本ではアジア王座のタイトルマッチが行われたことがある。